# Waasen (Gemeinde Grafenwörth)
Waasen ist eine Rotte in der Marktgemeinde Grafenwörth im Bezirk Tulln in Niederösterreich.

## Geschichte
In Folge der Theresianischen Reformen wurde der Ort dem Kreis Unter-Manhartsberg unterstellt und nach dem Umbruch 1848 war er bis 1867 dem Amtsbezirk Kirchberg am Wagram zugeteilt. Laut Adressbuch von Österreich waren im Jahr 1938 in Waasen zwei Landwirte mit Direktvertrieb ansässig.